# Гришковець Євген Валерійович
Євген Валерійович Гришковець (рос. Евгений Валерьевич Гришковец; * 17 лютого 1967, Кемерово, РРФСР, СРСР) — російський драматург, актор, режисер, письменник.

## Життєпис
У 1984 р. закінчив середню школу. Вступив в Кемеровський державний університет на філологічний факультет.
Служив на флоті 3 роки.
У 1990 р. заснував театр «Ложа».
Веде особистий блог, в якому не агресивно, але зухвало відгукується про українську державу та культуру, і негативно оцінює прозахідний курс України. Після 2014 року незаконно відвідував Крим, називав анексію справедливою і у 2017 році отримав заборону на в'їзд до України.
Фігурант бази даних центру «Миротворець» як особа, що становить загрозу національній безпеці України.